# 인터넷 프라이버시
인터넷 프라이버시(영어: Internet privacy)는 개인이 인터넷과 컴퓨터에 있는 자기의 자료를 보호하는 행동이다. 몇몇의 인터넷 보안 전문가는 인터넷 프라이버시가 더 이상 없다고 생각한다. 인터넷 보안 전문가 부르스 슈나이어(Bruce Schneier)는 감시를 하는 때에 우리가 나쁜 짓을 안 하고 있음에도 프라이버시는 권력가진 자로부터 보호 받을 수 있다고 한다.
인터넷 개인 정보 보호는 인터넷을 통해 자신과 관련된 정보의 저장, 용도 변경, 제3자에 대한 제공 및 표시와 관련된 개인 사생활의 권리 또는 의무를 포함한다. 인터넷 개인 정보 보호는 데이터 개인 정보 보호의 하위 집합이다. 프라이버시 우려는 대규모 컴퓨터 공유의 시작부터 명확히 설명되어 왔다.
개인 정보 보호에는 개인 식별 정보(PII) 또는 웹 사이트의 사이트 방문자 행동과 같은 비 PII 정보가 포함될 수 있다. PII는 개인을 식별하는 데 사용할 수 있는 모든 정보를 말한다. 예를 들어, 연령과 신체적인 주소만으로도 특정인을 식별할 수 있을 만큼 고유하기 때문에, 이름을 명시적으로 밝히지 않고 개인이 누구인지 식별할 수 있다.

## 인터넷 프라이버시에 대한 공격
- 악성코드는 사용자의 컴퓨터 속에 있는 정보를 캘 수 있다[8]. 주로 광고용으로 사용하는 예가 많다.[9][10]
- 인터넷 서비스 제공자는 인터넷 접속을 제공하는 능력이 있으므로 컴퓨터에 있는 자료도 조사할 수 있다[11].

## 같이 보기
- 프라이버시
- 인터넷 검열
- 두낫트랙 정책 - '잊혀질 권리'(Right to be forgotten)
- en:National Do Not Call Registry
- 온라인 평판